# Don Jones
Don Jones (Town Creek, 14 maggio 1990) è un giocatore di football americano statunitense che gioca nel ruolo di strong safety per i Miami Dolphins della National Football League (NFL). Fu scelto nel corso del settimo giro (250º assoluto) del Draft NFL 2013 dai Dolphins. Al college ha giocato a football all’Università statale dell'Arkansas.

## Carriera professionistica

### Miami Dolphins
Jones fu scelto nel corso del settimo giro del Draft 2013 dai Miami Dolphins. Debuttò come professionista nella vittoria della settimana 1 contro i Cleveland Browns mettendo a segno 2 tackle. Nella gara della settimana 3 contro gli Atlanta Falcons forzò il suo primo fumble. La sua stagione da rookie si concluse con 10 tackle e un fumble forzato disputando tutte le 16 partite, nessuna delle quali come titolare, venendo inserito nella formazione ideale dei rookie dalla Professional Football Writers Association come gunner negli special team. Il 31 agosto 2014 fu svincolato.

### New England Patriots
I New England Patriots firmarono Jones il 1º settembre 2014. Fu svincolato il 27 novembre dello stesso anno.

### Ritorno ai Dolphins
Il giorno successivo, Jones firmò per fare ritorno ai Dolphins. La sua seconda stagione si chiuse con 13 presenze, 9 con New England e 4 con Miami.

## Palmarès
- All-Rookie Team - 2013

## Statistiche
| Partite totali      | 29 |
| Partite da titolare | 0  |
| Tackle              | 21 |
| Sack                | 0  |
| Intercetti          | 0  |
| Fumble forzati      | 1  |

Statistiche aggiornate alla stagione 2013